# 日本綱引連盟
公益社団法人日本綱引連盟（にほんつなひきれんめい）は、日本における綱引き競技を統括する公益法人、国内競技連盟。国際綱引連盟、アジア綱引連盟、日本スポーツ協会に加盟している。旧所管は文部科学省。

## 沿革
1980年
12月 - 設立
1985年
4月 - 国際綱引連盟に加盟
1989年
3月 - 社団法人化
7月 - アジア綱引連盟に加盟
1990年
9月 - 日本体育協会（のちの日本スポーツ協会）に加盟

## 大会
- 全日本綱引選手権大会
- 全日本綱引選手権軽量級大会
- 全国勤労者綱引大会
- 全日本選抜綱引大会
- 全日本ジュニア綱引選手権大会
- 全日本アウトドア綱引選手権大会
- 全国青少年アウトドア綱引競技大会